# 진주 귀걸이

《진주 귀걸이》는 2005년 1월 24일부터 2005년 5월 7일까지 방영되었던 SBS 아침연속극이었다.

## 줄거리
네 남녀의 사랑과 열정을 다룬 이야기이다.

## 등장 인물

### 주요 인물
- 황인영(한서진) : 26세
- 변우민(서인후) : 33세, 자영 남편
- 송채환(오자영) : 31세, 인후 아내, 탁필 딸
- 원기준(강현중) : 28세

### 서진 주변 인물
- 정시아(한서정) : 24세, 서진 여동생
- 김호영(한 사장) : 45세, 서진&서정 부친
- 이휘향(서진 모) : 43세, 서진&서정 모친

### 인후 주변 인물
- 김인태(오탁필) : 50세, 자영&한영 부친
- 윤기원(오한영) : 29세, 자영의 남동생, 탁필의 아들

### 현중 주변 인물
- 연운경(현중 모) : 49세
- 김학철(종기) : 36세
- 김동균(태섭) : 39세
- 박현심(미섭)

## 참고 사항
- 황인영이 맡았던 한서진 역은 당초 이승연이 낙점[1]됐으나 내부 반발로 무산된 바 있었다.